# Ꚁ
Ꚁ, ꚁ е буква от кирилицата, част от старата абхазка азбука. Въведена е от Пьотър Услар през 1862 година, когато излиза неговата монография „Абхазский язык“. Обозначава звучната венечна преградна съгласна /dʷ/, към чието звукоучленение има добавена и лабиализация (оустнение) /ʷ/. Ръкописният ѝ вариант има д-образна форма, но при препечатването на монографията на Услар през 1887 година типографът М. Завадский променя формата ѝ като слага ударение в предната горна част на буквата Д. По-късно в началото на 20 век в азбуката на Преводаческия комитет печатната буква придобива форма като Д със запетая в крайната ѝ горна част – Д̓. За това днес в различните шрифтове буквата Ꚁ се среща и в двете форми. В съвременната абхазка азбука звукът /dʷ/ се предава чрез диграфа Дә.